# Thymus
Thymus (del grec "thymos", perfum) és un gènere compost per 350 espècies de plantes que inclou la farigola (Thymus vulgaris) que es pot emprar com un condiment i com a planta medicinal.
Les plantes classificades dins d'aquest gènere tenen la fulla perenne, són de tija llenyosa, tenen poca alçada i solen créixer en sòls pedregosos, secs i terrenys àrids. Les fulles són molt petites i contenen essències aromàtiques. En alguns casos, es pot utilitzar com a planta medicinal per guarir o ajudar a suportar mals de coll (entre d'altres), emprant-les a manera d'infusió.
El gènere Thymus és complicat des del punt de vista sistemàtic (vegeu la taula de més avall).

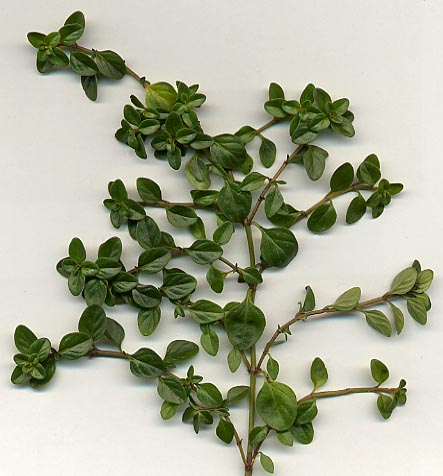
Timó

## Taxonomia
| Tàxons                                                              | sinònims (i subtàxons inclosos) | Nom català | Distribució (WGSRPD) | Forma vital.; alçària  |
| ------------------------------------------------------------------- | --- | --- | --- | ---------------------- |
| Thymus _L.                                                          | Mastichina Mill., Serpyllum Mill.. | tim [pr] (pl. tims), timó [pr] (pl. timons), farigola [pr] (pl. farigoles), serpoll [pr] (pl. serpolls) (Thymus sect. Serpyllum), timonet                                                       | vegeu els tàxons |                        |
| Thymbra capitata (L.) Cav.                                          | Coridothymus capitatus (L.) Rchb. f., Thymus capitatus (L.) Hoffmanns. & Link, Thymus cephalotos L. | frígola [pr], frígola capitada [pr], frígola de Sant Joan, frígola vera, pebrella 2, senyorida, timó africà, timó capitat                                                                       | 12 Eur-SW (ICor, ISar,PVal, IBal, Esp, Por), 13 Eur-SE, 20 Afr-N, 34 As-W, | Cham; 0,1 - 0,5 m      |
| Thymus adamovicii Velen.                                            | | timó d'Adamović | 13 Eur-SE, | Cham                   |
| Thymus bracteosus Vis. ex Benth.                                    | | | 14 Eur-SE, | Cham                   |
| Thymus albicans Hoffmanns. & Link                                   | Thymus mastichina var. micranthus Boiss., Thymus virescens (Coss.) Pau | Moraduix blanquinós | 12 Eur-SW (Esp, Port), | Cham; 0,25 - 0,45 m    |
| Thymus algeriensis Boiss. & Reut.                                   | Thymus hirtus subsp. algeriensis (Boiss. & Reut.) Murb. | timó d'Algèria | 20 Afr-N, | Cham                   |
| Thymus alpestris (Čelak.) Tausch ex A. Kern.                        | Thymus serpyllum subsp. alpestris (Čelak.) Lyka | serpoll alpestre | 11 Eur-C, 12 Eur-SW (Fra, PCat), 13 Eur-SE, 14 Eur-E, | Cham                   |
| Thymus baeticus Boiss. ex Lacaita                                   | Thymus zygis var. baeticus (Boiss. ex Lacaita) Malag., Thymus zygis var. capitatus (Boiss.) Pau | timó bètic | 12 Eur-SW (Esp), 20 Afr-N, | Cham; 0,15 - 0,5 m     |
| Thymus broussonettii Boiss.                                         | | timó de Broussonet | 20 Afr-N, | Cham                   |
| Thymus caespititius Brot.                                           | Origanum caespititium (Brot.) Kuntze, Thymus micans Sol. ex Lowe, Thymus serpyllum auct., non L. | timó de les Açores | 12 Eur-SW (Esp, Por), 21 Macar, | Cham; 0,1 m            |
| Thymus camphoratus Hoffmanns. & Link                                | Thymus algarbiensis Lange, Thymus mastichina var. camphoratus (Hoffmanns. & Link) Malag. | timó camforat | 12 Eur-SW (Por), | Cham                   |
| Thymus capitatus →                                                  | → Thymbra capitata (L.) Cav. | | |                        |
| Thymus capitellatus Hoffmanns. & Link                               | Thymus mastichina var. capitellatus (Hoffmanns. & Link) Malag. | | 12 Eur-SW (Por), | Cham; 0,5 m            |
| Thymus carnosus Boiss.                                              | Thymus mastichina var. carnosus (Boiss.) Malag. | timó carnós | 12 Eur-SW (Esp, Por), | Cham; 0,15-0,3 m       |
| Thymus cephalotos →                                                 | → Thymbra capitata (L.) Cav. | | |                        |
| Thymus cherlerioides Vis.                                           | Thymus humillimus Celak. | | 34 As-W, | Cham                   |
| Thymus cilicicus Boiss. & Balansa                                   | Origanum cilicicum (Boiss. & Balansa) Kuntze | timó de Cilícia | 34 As-W, | Cham                   |
| Thymus cimicinus, Thymus ×cimicinus Blume ex Ledeb.                 | Thymus kirgisorum × ? | | 14 Eur-E, | Cham                   |
| Thymus citriodorus, Thymus ×citriodorus (Pers.) Schreb.             | sp1 × sp2: Thymus pulegioides × T. vulgaris; Thymus ×applii Domin, Thymus ×carolipaui Mateo & M.B.Crespo, Thymus lanuginosus var. citriodorus Pers., Thymus serpyllum var. citriodorus (Pers.) Becker, Thymus ×vivariensis H.J.Coste & Revol | serpoll de jardí [pr], serpoll de llimona, farigola de llimona, farigoleta 1, | [10 Eur-N, [11 Eur-C, 12 Eur-SW (Fra, Esp), cult, | Cham                   |
| Thymus comosus Heuff. ex Griseb. & Schenk                           | Thymus chamaedrys subsp. comosus (Heuff. ex Griseb. & Schenk) Nyman, Thymus serpyllum subsp. comosus (Heuff. ex Griseb. & Schenk) Lyka | | 13 Eur-SE, | Cham                   |
| Thymus comptus Friv.                                                | | | 13 Eur-SE, | Cham                   |
| Thymus doerfleri Ronniger                                           | | | 14 Eur-SE, | Cham                   |
| Thymus dolomiticus H.J.Coste                                        | | timó de la dolomia | 12 Eur-SW (Fra), | Cham                   |
| Thymus fontqueri (Jalas) Molero & Rovira                            | Thymus angustifolius auct., non Pers., Thymus loscosii subsp. fontqueri Jalas, Thymus serpyllum subsp. fontqueri (Jalas) O. Bolòs & Vigo | timonet [pr], serpoll blanc | 12 Eur-SW (PCat, Esp), | Cham; 0,1 m            |
| Thymus granatensis Boiss.                                           | Thymus bracteosus subsp. granatensis (Boiss.) Malag., Thymus hispanicus var. granatensis (Boiss.) Pau, Thymus numidicus var. granatensis (Boiss.) Pau                                                                                        | timó de Granada | 12 Eur-SW (PVal, Esp), | Cham; 0,16 m           |
| Thymus granatensis subsp. micranthus (Willk.) O.Bolòs & Vigo        | Thymus numidicus var. micranthus (Willk.) Pau ex C.Vicioso, Thymus hispanicus var. micranthus (Willk.) Pau | timó terrer | 12 Eur-SW (PVal, Esp), | Cham                   |
| Thymus herba-barona Loisel.                                         | | herba barona de Còrsega [pr], herba barona de Sardenya [pr], herba barona | 12 Eur-SW (ICor, ICer), | Cham; 0,1 - 0,2 m      |
| Thymus bivalens (Mayol, L.Sáez & Rosselló) Camarda                  | Thymus herba-barona subsp. bivalens Mayol, L.Sáez & Rosselló | farigola d'Alfàbia | 12 Eur-SW (IBal), | Cham; 0,04 - 0,06 m    |
| Thymus hyemalis Lange                                               | Thymus vulgaris var. hyemalis (Lange) Malag. | timó d'hivern [pr], farigola meridional | 12 Eur-SW (PVal, Esp), 20 Afr-N, | Cham; 0,15 - 0,4 m     |
| Thymus integer Griseb.                                              | | timó de Xipre | 34 As-W, | Cham                   |
| Thymus lacaitae Pau                                                 | Thymus aranjuezii Jalas, Thymus gypsicola Rivas Mart. | timó d'Aranjuez | 12 Eur-SW (Esp), | Cham; 0,15 m           |
| Thymus leucotrichus Halácsy                                         | | | 13 Eur-SE, 34 As-W, | Cham                   |
| Thymus longicaulis C.Presl                                          | Thymus dalmaticus (Rchb.f.) Freyn, Thymus serpyllum subsp. carolii Sennen & Ronninger, Thymus serpyllum subsp. dalmaticus (Rchb.f.) Nyman, Thymus serpyllum var. longicaulis (C.Presl) Bég.                                                  | serpoll de tija llarga, serpoll de Dalmàcia | 11 Eur-C, 12 Eur-SW (PCat), 13 Eur-SE, 34 As-W, | Cham; 0,09 m           |
| Thymus longiflorus Boiss.                                           | Thymus cephalotos subsp. longiflorus (Boiss.) Malag. | timó de flor llarga [pr], farigola de flor llarga, timó longiflor, tomello de cabdell | 12 Eur-SW (PVal, Esp), | Cham; 0,1 - 0,3 m      |
| Thymus membranaceus Boiss.                                          | Thymus longiflorus subsp. membranaceus (Boiss.) O. Bolòs & Vigo, Thymus murcicus Porta & Rigoser. | timó membranaci | 12 Eur-SW (PVal, Esp), | Cham; 0,4 m            |
| Thymus moroderi Pau ex Martínez                                     | Thymus longiflorus subsp. ciliatus (Sandwith) Rivas Mart. | timó cabdellat [pr], timó alacantí | 12 Eur-SW (PVal, Esp), | Cham; 0,1 - 0,2 m      |
| Thymus loscosii Willk.                                              | Thymus hirtus subsp. tenuifolius (Loscos & J.Pardo) Malag., Thymus serpylloides subsp. tenuifolius (Loscos & J.Pardo) O, Bolòs & Vigo | timó reptant | 12 Eur-SW (PCat, Esp), | Cham; 0,05 - 0,15 m    |
| Thymus maroccanus Ball.                                             | Origanum maroccanum (Ball) Kuntze | timó del Marroc | 20 Afr-N, | Cham                   |
| Thymus mastichina (L.) L.                                           | Thymus tomentosus Willd. | moraduix bord [pr], farigola blanca, marduix, mastiquina, timó andalús | 12 Eur-SW (PVal, Esp, Por), | Cham; 0,2 - 0,5(0,8) m |
| Thymus mongolicus (Ronniger) Ronniger                               | Thymus serpyllum var. mongolicus Ronniger, Thymus asiaticus Serg. | serpoll de Mongòlia | 30 Sib, 32 As-C, 36 Xina, 37 Mong, | Cham                   |
| Thymus nervosus J.Gay ex Willk.                                     | Thymus serpyllum subsp. nervosus (J.Gay ex Willk.) Nyman, Thymus serpyllum var. confertus Gren. & Godr. | serpoll nervós [pr], farigola borda 1, farigola de pastor 1, farigoleta de muntanya, serpol nervós, timolina 1                                                                                  | 12 Eur-SW(Fra, PCat, Esp), | Cham; 0,03 - 0,04 m    |
| Thymus nummularius M. Bieb.                                         | Thymus chamaedrys subsp. nummularius (M. Bieb.) Nyman, Thymus pseudopulegioides Klokov & Des.-Shost. | | 33 Cauc, 34 As-W, | Cham                   |
| Thymus odoratissimus Mill.                                          | Thymus austriacus Bernh. ex Rchb., Thymus glabrescens Willd. | serpoll d'Àustria | 11 Eur-C, 13 Eur-SE, 14 Eur-E, | Cham                   |
| Thymus oenipontanus Heinr. Braun.                                   | Thymus pannonicus auct. gall., Thymus pseudochamaedrys (Heinr. Braun) Ronniger ex Machule, Thymus serpyllum subsp. decipiens (Heinr. Braun) Lyka                                                                                             | serpoll d'Innsbruck | 11 Eur-C, 12 Eur-SW (Fra, PCat), 13 Eur-SE, | Cham                   |
| Thymus pallasianus Heinr. Braun                                     | | timó de Pallas | 11 Eur-C, 14 Eur-E, 33 Cauc, | Cham.                  |
| Thymus piperella L.                                                 | Calamintha piperella (L.) Rchb., Origanum piperella (L.) Kuntze | pebrella [pr], febrella, pebrerola, timó pebrella | 12 Eur-SW (PVal, Esp), | Cham; 0,1 - 0,4 m      |
| Thymus praecox Opiz                                                 | Thymus serpyllum subsp. praecox (Opiz) Vollm. | serpoll de muntanya [pr], farigola de muntanya, farigola reptant | 10 Eur-N, 11 Eur-C, 12 Eur-SW (Fra, PCat, Esp, Port), 13 Eur-SE, 33 Cauc, 34 As-W, 70 AmSubart,                                                                                        | Cham; 0,1 m            |
| Thymus praecox _subsp. praecox                                      | Thymus caespitosus Opiz, Thymus ciliatus Opiz ex Déségl., nom. illeg., Thymus serpyllum subsp. praecox (Opiz) Vollm. | → Thymus praecox | 11 Eur-C, 12 Eur-SW (Fra), 13 Eur-SE, | Cham                   |
| Thymus praecox subsp. britannicus (Ronniger) Holub                  | Thymus arcticus (Durand) Ronniger, Thymus britannicus Ronniger, Thymus drucei Ronniger, Thymus polytrichus subsp. britannicus (Ronniger) Kerguélen, Thymus serpyllum subsp. britannicus (Ronniger) P.Fourn.                                  | serpoll de Druce, serpoll britànic, serpoll occidental | 10 Eur-N, [11 Eur-C, 12 Eur-SW (Fra, PCat?, Esp, Port), 70 AmSubart, | Cham; 0,08 m           |
| Thymus praecox subsp. polytrichus (A.Kern. ex Borbás) Jalas         | Thymus balcanus Borbás, Thymus ceretanus Sennen, Thymus polytrichus A. Kern. ex Borbás, Thymus serpyllum subsp. polytrichus (A. Kern. ex Borbás) Briq.                                                                                       | serpoll de pilositat variable | 12 Eur-SW (Fra, PCat, Esp), 13 Eur-SE, | Cham; 0,1 m            |
| Thymus pseudolanuginosus Ronniger                                   | Thymus lanuginosus hort., non Mill. | serpoll lanuginós | ign, cult, | Cham                   |
| Thymus pulcherrimus Schur                                           | Thymus carpathicus Čelak., Thymus serpyllum subsp. pulcherrimus (Schur) Lyka, Thymus sudeticus Opiz ex Borbás | serpoll dels Carpats | 11 Eur-C, 13 Eur-SE, 14 Eur-E, | Cham                   |
| Thymus pulegioides L.                                               | | serpoll [pr], timó negre 1, timó de prat 1. salsa de pastor 1, farigoleta 2. serfull, timonet 2, farigola de pastor 2, farigoleta de muntanya, herba de pastor 1, herba de Sant Joan            | 10 Eur-N, 11 Eur-C, 12 Eur-SW (Fra, PCat, PVal, Esp, Por), 13 Eur-SE, 14 Eur-E, 30 Sib, 32 As-C, 33 Cauc, 36 Xina, [51 NZel, [71 Can-W, [72 Can-E, [73 EUA-NW, [75 EUA-NE, [78-EUA-SE, | Cham; 0,06 - 0,3 m     |
| Thymus pulegioides _subsp. pulegioides                              | Thymus chamaedrys Fr., Thymus jaquetianus (Ronniger) Debray, Thymus lanuginosus Mill. | → Thymus pulegioides | 10 Eur-N, 11 Eur-C, 12 Eur-SW (Fra, PCat, PVal, Esp, Por), 13 Eur-SE, 14 Eur-E, [71 Can-W, [72 Can-E, [73 EUA-NW, [75 EUA-NE, [78-EUA-SE,                                              | Cham.                  |
| Thymus pulegioides subsp. montanus (Trevir.) Ronniger               | Thymus chamaedrys subsp. montanus (Trevir.) Nyman, Thymus montanus Waldst. & Kit., nom. illeg., Thymus serpyllum subsp. montanus (Trevir.) Arcang.                                                                                           | serpoll de muntanya europeu | 11 Eur-C, 12 Eur-SW (Fra, Esp), 13 Eur-SE, | Cham                   |
| Thymus pulegioides subsp. pannonicus (All.) Kerguélen               | Thymus carniolicus Borbás ex Déségl., Thymus froelichianus Opiz, Thymus hirsutus M.Bieb., nom. superfl., Thymus marschallianus Willd.,Thymus pannonicus All.                                                                                 | serpoll euroasiàtic [pr], serpoll de Pannònia 2, serpoll de Froelich | 11 Eur-C, 12 Eur-SW (Fra, PCat, Esp), 13 Eur-SE, 14 Eur-E, 30 Sib, 32 As-C, 33 Cauc, 36 Xina,                                                                                          | Cham; 0,1 - 0,15 m     |
| Thymus kosteleckyanus Opiz                                          | Thymus dzevanovskyi Klokov & Des.-Shost., Thymus pannonicus auct., non. All., Thymus serpyllum var. kosteleckyanus (Opiz) Briq. | serpoll de Kosteletzky [pr], serpoll d'Hongria, serpoll de Pannònia | [11 Eur-C, 13 Eur-SE, 14 Eur-E, [75 EUA-NE, | Cham                   |
| Thymus quinquecostatus Čelak.                                       | Thymus serpyllum subsp. quinquecostatus (Celak.) Kitam. | serpoll de cinc costelles | 31 ExtOrRus, 36 Xina, 37 Mong, 38 As-E, | Cham                   |
| Thymus richardii Pers.                                              | Thymus serpyllum var. richardii (Pers.) Knoche | serpoll de Richard [pr], farigola de Richard, farigola de penya | 12 Eur-SW (PVal, IBal), 13 Eur-SE, | Cham.; 0,1 - 0,3 m     |
| Thymus saturejoides Coss.                                           | | timó de fulla de sajolida | 20 Afr-N, | Cham                   |
| Thymus serpylloides Bory                                            | | timó de Sant Joan [pr], timó mascle 2 | 12 Eur-SW (PVal, Esp), | Cham.; 0,1 - 0,2 m     |
| Thymus serpylloides _subsp. serphylloides                           | Thymus angustifolius var. nevadensis Boiss. | timó de Sierra Nevada | 12 Eur-SW (Esp), | Cham.; 0,15 m          |
| Thymus serpylloides subsp. gadorensis (Pau) Jalas                   | Thymus zygis var. gadorensis Pau, Thymus gadorensis (Pau) Villar | timó d'Aitana [pr], timó blanc d'Aitana, timó de Sant Joan 2, timó mascle 3 | 12 Eur-SW (PVal, Esp), | Cham; 0,1 - 0,2 m      |
| Thymus serpyllum auct.                                              | Thymus sect. Serpyllum; cf.: Thymus alpestris, T. fontqueri, T. longicaulis, T. nervosus, T. oenipontanus, T. praecox, T. pulegioides | serpoll [pr], farigola de muntanya, farigola mascle, farigoleta, salsa de pastor, serfull, serpol, timó negre                                                                                   | |                        |
| Thymus serpyllum L.                                                 | | serpoll europeu [pr] | 10 Eur-N, 11 Eur-C, 12 Eur-SW (Fra), 13 Eur-SE?, 14 Eur-E, 30 Sib, | Cham                   |
| Thymus serpyllum subsp. serpyllum                                   | Thymus ciliatus Lam., Thymus serpyllum subsp. angustifolius (Wallr.) Gaudin, Thymus rigidus (Wimm. & Grab.) Lyka | → Thymus serpyllum | 10 Eur-N, 11 Eur-C, 12 Eur-SW (Fra), 13 Eur-SE?, 14 Eur-E, 30 Sib, | Cham                   |
| Thymus striatus Vahl                                                | | | 13 Eur-SE, | Cham.                  |
| Thymus villosus L.                                                  | Thymus cephalotos var. villosus (L.) Malag. | timó pilós | 12 Eur-SW (Esp, Por), | Cham; 0,3 m            |
| Thymus vulgaris L.                                                  | → Thymus vulgaris subsp. vulgaris | farigola vulgar [pr], farigola [pr], timó [pr], botja, estremuncell, farigola vera, farigoleta, frigola, frígola, senyorida, tem, timó bo, timonera, timonet 3, tomell, tomello, tomello vulgar | [11 Eur-C, 12 Eur-SW (Fra, PCat, PVal, IBal, Esp), 13 Eur-SE, [20 Afr-N, [51 NZe, [81 Carib, cult,                                                                                     | Cham; 0,1 - 0,4 m      |
| Thymus vulgaris subsp. vulgaris                                     | Thymus ilerdensis González ex Costa, Thymus vulgaris var. capitatus Willk. | → Thymus vulgaris | [11 Eur-C, 12 Eur-SW (Fra, PCat, PVal, Esp), 13 Eur-SE, [20 Afr-N, [51 NZe, [81 Carib, cult,                                                                                           | Cham; 0,3 m            |
| Thymus webbianus Rouy                                               | | farigola martinenca | 12 Eur-SW (PVal), | Cham; 0,05 -0,2 m      |
| Thymus vulgaris subsp. aestivus (Reut. ex Willk.) A.Bolòs & O.Bolòs | Thymus aestivus Reut. ex Willk. | farigola d'estiu [pr], frigola blanca, frigola de Santa Margalida, fríula, timó d'estiu | 12 Eur-SW (PVal, IBal, Esp), | Cham; 0,3 m            |
| Thymus vulgaris subsp. palearensis (O.Bolòs & Vigo) O.Bolòs & Vigo  | | timó del Pallars | 12 Eur-SW (Fra, PCat), | Cham                   |
| Thymus thracicus Velen.                                             | | timó de Tràcia | 13 Eur-SE, 34 As-W, | Cham                   |
| Thymus willdenowii Boiss.                                           | Thymus vulgaris var. hirtus Pau, Thymus zygis var. afer Pau & Font Quer | timó de Willdenow | 12 Eur-SW (Esp), 20 Afr-N, | Cham; 0,15 m           |
| Thymus willkommii Ronniger                                          | Thymus serpyllum subsp. willkommii (Ronniger) Font Quer | serpoll de Willkom | 12 Eur-SW (PCat), | Cham; 0,3 m            |
| Thymus zygis Loefl. ex L.                                           | > Thymus zygis subsp. gracilis (Boiss.) R. Morales | farigola salsera [pr], timó d'olives, timó gràcil (subsp. gracilis) | 12 Eur-SW (PCat, PVal, Esp, Por), 20 Afr-N, | Cham; 0,1- 0,3 m       |

WGSRPD = World Geographical Scheme for Recording Plant Distributions - Sistema geogràfic mundial per al registre de la distribució de les plantes.
[... = natz = naturalitzada, subespontània;  introd = introduïda, al·lòctona, exòtica;  incert = origen incert; ign = origen desconegut;
dist-× = distribució dels progenitors; cult = cultivada;  cult-orn = cultivada ornamental;
Forma vital (g = alçària de les gemmes persistents) Forma vital de Raunkiær, WCSP, Flora dels Països Catalans, ...:
f.v.: NPhan= Nanophanerophyta (nanofaneròfits; 2-3 > g > 0,2-0,5 m); Cham= Chamaephyta (camèfits; 0,2-0,5 > g > 0 m); Hemicr= Hemicryptophyta (hemicriptòfits; g ~ 0 m, gemmes arran de terra); Geoph= Geophyta (geòfits; g < 0 m, gemmes subterrànies);  -rh= rhizomata (rizomatosos); -sc= scandentia (enfiladissos, lianes):